# 恰尔卡里
恰尔卡里（Charkhari），是印度北方邦Mahoba县的一个城镇。总人口23823（2001年）。

## 人口
该地2001年总人口23823人，其中男性12649人，女性11174人；0—6岁人口3908人，其中男2093人，女1815人；识字率58.10%，其中男性为68.16%，女性为46.71%。